# New Jersey Nets 1977-1978
La stagione 1977-78 dei New Jersey Nets fu la 2ª nella NBA per la franchigia.
I New Jersey Nets arrivarono quinti nella Atlantic Division della Eastern Conference con un record di 24-58, non qualificandosi per i play-off.

## Roster
| N° | Naz.                   | Ruolo | Sportivo            | Anno | Alt. | Peso |
| -- | ---------------------- | ----- | ------------------- | ---- | ---- | ---- |
| 1  | Stati Uniti (bandiera) | G     | Kevin Porter        | 1950 | 183  | 77   |
| 11 | Stati Uniti (bandiera) | G     | Bubbles Hawkins     | 1954 | 193  | 86   |
| 11 | Stati Uniti (bandiera) | G     | Louie Nelson        | 1951 | 191  | 86   |
| 14 | Stati Uniti (bandiera) | G     | Bird Averitt        | 1952 | 185  | 77   |
| 15 | Stati Uniti (bandiera) | G     | Eddie Jordan        | 1955 | 185  | 77   |
| 15 | Stati Uniti (bandiera) | G     | Dave Wohl           | 1949 | 188  | 84   |
| 16 | Stati Uniti (bandiera) | GA    | Bob Carrington      | 1953 | 198  | 88   |
| 20 | Stati Uniti (bandiera) | GA    | Jan van Breda Kolff | 1951 | 201  | 88   |
| 21 | Stati Uniti (bandiera) | AC    | Tim Bassett         | 1951 | 203  | 102  |
| 22 | Stati Uniti (bandiera) | A     | Bernard King        | 1956 | 201  | 93   |
| 23 | Stati Uniti (bandiera) | G     | John Williamson     | 1951 | 188  | 84   |
| 28 | Stati Uniti (bandiera) | AC    | Darnell Hillman     | 1949 | 206  | 98   |
| 30 | Stati Uniti (bandiera) | G     | Al Skinner          | 1952 | 191  | 86   |
| 31 | Stati Uniti (bandiera) | A     | Mark Crow           | 1954 | 201  | 95   |
| 35 | Stati Uniti (bandiera) | C     | Kim Hughes          | 1952 | 211  | 100  |
| 42 | Stati Uniti (bandiera) | AC    | Wilson Washington   | 1955 | 206  | 103  |
| 52 | Stati Uniti (bandiera) | AC    | George T. Johnson   | 1948 | 211  | 93   |
| 54 | Stati Uniti (bandiera) | AC    | Howard Porter       | 1948 | 203  | 100  |

## Staff tecnico
- Allenatore: Kevin Loughery
- Vice-allenatore: Rod Thorn